# Bebearia maculata
Bebearia maculata är en fjärilsart som beskrevs av Aurivillius 1912. Bebearia maculata ingår i släktet Bebearia och familjen praktfjärilar. Inga underarter finns listade i Catalogue of Life.